# Creeping in My Soul
Creeping in My Soul è il secondo singolo estratto dall'album Cryoshell del gruppo alternative rock danese Cryoshell.
Il singolo consiste nella ri-registrazione della canzone pubblicata nel 2007.

## Video
Il video musicale per il remix di Creeping In My Soul è stato girato in una casa di campagna danese e diretto da Peter Hjort nel gennaio 2010. È stato pubblicato nella primavera successiva il 19 aprile esclusivamente sul canale YouTube del gruppo. Il video è basato sul film del 2001 The Others.

## Performance
Il video è stato trasmesso da Mix Boogie un programma musicale danese. Il singolo è riuscito al massimo ad arrivare alla posizione numero 16.

## Curiosità
- Il video introduce il batterista ufficiale dei Cryoshell, Jakob Gundel.
- Il singolo è incluso anche nel Creeping In My Soul EP pubblicato su iTunes dove è presente anche la traccia originale.
- La versione 2007 del brano è attribuita alla sola cantante Christine Lorentz, dato che la band non si era ancora del tutto costituita.